# Niemieckie odznaczenia

## Republika Federalna Niemiec(od 1949)
Odznaczenia Prezydenta Federalnego
| Baretka    | Nazwa odznaczenia – nazwa klasy (ew. nazwa klasy w terminologii niem.)              |
| ---------- | ----------------------------------------------------------------------------------- |
|            | Order Zasługi RFN – Krzyż Wielki Stopnia Specjalnego                                |
|            | Order Zasługi RFN – Krzyż Wielki Specjalnego Wykonania                              |
|            | Order Zasługi RFN – Krzyż Wielki                                                    |
|            | Order Zasługi RFN – Krzyż Wielki II Klasy (Wielki Krzyż Zasługi z Gwiazdą i Wstęgą) |
|            | Order Zasługi RFN – Krzyż Wielkiego Oficera (Wielki Krzyż Zasługi z Gwiazdą)        |
|            | Order Zasługi RFN – Krzyż Komandorski (Wielki Krzyż Zasługi)                        |
|            | Order Zasługi RFN – Krzyż Oficerski (Krzyż Zasługi I Klasy)                         |
|            | Order Zasługi RFN – Krzyż Kawalerski (Krzyż Zasługi na Wstędze) za Jubileusz Pracy  |
|            | Order Zasługi RFN – Krzyż Kawalerski (Krzyż Zasługi na Wstędze)                     |
|            | Order Zasługi RFN – Medal Zasługi                                                   |
|            | Order Pour le Mérite za Naukę i Sztukę                                              |
|            | Srebrny Liść Laurowy                                                                |
| w przygot. | Odznaka Honorowa Ratownictwa Górniczego                                             |

Odznaczenia krajów związkowych
| Baretka                       | Nazwa                                                    |
| Badenia-Wirtembergia          | Badenia-Wirtembergia                                     |
| ----------------------------- | -------------------------------------------------------- |
|                               | Order Zasługi Badenii-Wirtembergii                       |
| Bawaria                       |                                                          |
|                               | Order Bawarski Zasługi                                   |
|                               | Order Maksymiliana za Naukę i Sztukę                     |
| Berlin                        |                                                          |
|                               | Order Berliński Zasługi                                  |
| Brandenburgia                 |                                                          |
|                               | Order Zasługi Brandenburgii                              |
| Dolna Saksonia                |                                                          |
|                               | Order Zasługi Dolnej Saksonii – Wielki Krzyż Zasługi     |
|                               | Order Zasługi Dolnej Saksonii – Krzyż Zasługi I Klasy    |
|                               | Order Zasługi Dolnej Saksonii – Krzyż Zasługi na Wstędze |
| Hesja                         |                                                          |
|                               | Order Zasługi Hesji                                      |
| Meklemburgia-Pomorze Przednie |                                                          |
|                               | Order Meklembursko-Pomorski Zasługi                      |
| Nadrenia-Palatynat            |                                                          |
|                               | Order Zasługi Nadrenii-Palatynatu                        |
| Nadrenia Północna-Westfalia   |                                                          |
|                               | Order Zasługi Nadrenii Północnej-Westfalii               |
| Saara                         |                                                          |
| bez wstążki                   | Order Zasługi Saary                                      |
| Saksonia                      |                                                          |
|                               | Order Zasługi Wolnego Państwa Saksonii                   |
|                               | Order Saksoński Pomocy przy Powodzi 2002                 |
| Saksonia-Anhalt               |                                                          |
|                               | Order Zasługi Saksonii-Anhaltu                           |
| Szlezwik-Holsztyn             |                                                          |
|                               | Order Zasługi Landu Szlezwik-Holsztyn                    |
| Turyngia                      |                                                          |
|                               | Order Zasługi Republiki Turyngii                         |

Odznaczenia wojskowe Bundeswehry
| Baretka | Nazwa odznaczenia                                                     |
| ------- | --------------------------------------------------------------------- |
|         | Krzyż Honorowy Bundeswehry za Męstwo                                  |
|         | Krzyż Honorowy Bundeswehry w Złocie z Odznaką Czerwoną                |
|         | Krzyż Honorowy Bundeswehry w Złocie                                   |
|         | Krzyż Honorowy Bundeswehry w Srebrze z Odznaką Czerwoną               |
|         | Krzyż Honorowy Bundeswehry w Srebrze                                  |
|         | Krzyż Honorowy Bundeswehry w Brązie                                   |
|         | Medal Honorowy Bundeswehry                                            |
|         | Medal za Udział w Operacjach Bundeswehry                              |
|         | Medal za Udział w Operacjach Bundeswehry – za udział w boju (GEFECHT) |
|         | Medal za Udział w Operacjach Bundeswehry ACEH                         |
|         | Medal za Udział w Operacjach Bundeswehry ACTIVE ENDEAVOUR             |
|         | Medal za Udział w Operacjach Bundeswehry ACTIVE FENCE                 |
|         | Medal za Udział w Operacjach Bundeswehry AFISMA                       |
|         | Medal za Udział w Operacjach Bundeswehry AFOR                         |
|         | Medal za Udział w Operacjach Bundeswehry ALLIED FORCE                 |
|         | Medal za Udział w Operacjach Bundeswehry ALLIED HARMONY               |
|         | Medal za Udział w Operacjach Bundeswehry ALLIED HARVEST               |
|         | Medal za Udział w Operacjach Bundeswehry AMD TF eVA POL               |
|         | Medal za Udział w Operacjach Bundeswehry ATALANTA                     |
|         | Medal za Udział w Operacjach Bundeswehry ÄGÄIS                        |
|         | Medal za Udział w Operacjach Bundeswehry COUNTER DAESH                |
|         | Medal za Udział w Operacjach Bundeswehry DEU 1                        |
|         | Medal za Udział w Operacjach Bundeswehry EAGLE ASSIST                 |
|         | Medal za Udział w Operacjach Bundeswehry EBOLA HILFE                  |
|         | Medal za Udział w Operacjach Bundeswehry ENDURING FREEDOM             |
|         | Medal za Udział w Operacjach Bundeswehry ENHANCED FORWARD PRESENCE    |
|         | Medal za Udział w Operacjach Bundeswehry ERDBEBEN-HILFE TÜRKEI        |
|         | Medal za Udział w Operacjach Bundeswehry EU 1                         |
|         | Medal za Udział w Operacjach Bundeswehry EUCAP NESTOR                 |
|         | Medal za Udział w Operacjach Bundeswehry EUFOR RCA                    |
|         | Medal za Udział w Operacjach Bundeswehry EUFOR RD CONGO               |
|         | Medal za Udział w Operacjach Bundeswehry EUFOR                        |
|         | Medal za Udział w Operacjach Bundeswehry EUNAVFOR MED                 |
|         | Medal za Udział w Operacjach Bundeswehry EUTM MALI                    |
|         | Medal za Udział w Operacjach Bundeswehry EUTM SOMALIA                 |
|         | Medal za Udział w Operacjach Bundeswehry 'eVA BG SVK'                 |
|         | Medal za Udział w Operacjach Bundeswehry 'eVA FCE LTU'                |
|         | Medal za Udział w Operacjach Bundeswehry FOX                          |
|         | Medal za Udział w Operacjach Bundeswehry IFOR                         |
|         | Medal za Udział w Operacjach Bundeswehry IRAKHILFE                    |
|         | Medal za Udział w Operacjach Bundeswehry INTERFET                     |
|         | Medal za Udział w Operacjach Bundeswehry ISAF (złoty)                 |
|         | Medal za Udział w Operacjach Bundeswehry ISAF (srebrny)               |
|         | Medal za Udział w Operacjach Bundeswehry ISAF (brązowy)               |
|         | Medal za Udział w Operacjach Bundeswehry KFOR                         |
|         | Medal za Udział w Operacjach Bundeswehry KVM                          |
|         | Medal za Udział w Operacjach Bundeswehry MINURSO                      |
|         | Medal za Udział w Operacjach Bundeswehry MINUSMA                      |
|         | Medal za Udział w Operacjach Bundeswehry NTCB-I                       |
|         | Medal za Udział w Operacjach Bundeswehry OSZE 1                       |
|         | Medal za Udział w Operacjach Bundeswehry OSZE II                      |
|         | Medal za Udział w Operacjach Bundeswehry PERSISTENT EFFORT            |
|         | Medal za Udział w Operacjach Bundeswehry PERSISTENT PRESENCE          |
|         | Medal za Udział w Operacjach Bundeswehry RESOLUTE SUPPORT             |
|         | Medal za Udział w Operacjach Bundeswehry SEA GUARDIAN                 |
|         | Medal za Udział w Operacjach Bundeswehry SEENOTRETTUNG                |
|         | Medal za Udział w Operacjach Bundeswehry SFOR                         |
|         | Medal za Udział w Operacjach Bundeswehry SHARP GUARD                  |
|         | Medal za Udział w Operacjach Bundeswehry SWIFT RELIEF                 |
|         | Medal za Udział w Operacjach Bundeswehry TORIMA                       |
|         | Medal za Udział w Operacjach Bundeswehry EUMPM Niger                  |
|         | Medal za Udział w Operacjach Bundeswehry UNAMA                        |
|         | Medal za Udział w Operacjach Bundeswehry UNAMIC                       |
|         | Medal za Udział w Operacjach Bundeswehry UNAMID                       |
|         | Medal za Udział w Operacjach Bundeswehry UNAMIR                       |
|         | Medal za Udział w Operacjach Bundeswehry UNHCR                        |
|         | Medal za Udział w Operacjach Bundeswehry UNIFIL                       |
|         | Medal za Udział w Operacjach Bundeswehry UNMAC                        |
|         | Medal za Udział w Operacjach Bundeswehry UNMEE                        |
|         | Medal za Udział w Operacjach Bundeswehry UNMHA                        |
|         | Medal za Udział w Operacjach Bundeswehry UNMIK                        |
|         | Medal za Udział w Operacjach Bundeswehry UNMIL                        |
|         | Medal za Udział w Operacjach Bundeswehry UNMIS                        |
|         | Medal za Udział w Operacjach Bundeswehry UNMISS                       |
|         | Medal za Udział w Operacjach Bundeswehry UNOMIG                       |
|         | Medal za Udział w Operacjach Bundeswehry UNOSOM                       |
|         | Medal za Udział w Operacjach Bundeswehry UNPF                         |
|         | Medal za Udział w Operacjach Bundeswehry UNSCOM                       |
|         | Medal za Udział w Operacjach Bundeswehry UNSMIL                       |
|         | Medal za Udział w Operacjach Bundeswehry UNTAC                        |
|         | Medal za Udział w Operacjach Bundeswehry VAPB (Baltic Air Policing)   |
|         | Medal za Udział w Operacjach Bundeswehry VN 1                         |
|         | Medal za Udział w Operacjach Bundeswehry VJTF(M)                      |
|         | Medal za Udział w Operacjach Bundeswehry WEU 1                        |

## Niemiecka Republika Demokratyczna(1949–1990)
| Baretka | Nazwa                                                           |
| Ordery  | Ordery                                                          |
| ------- | --------------------------------------------------------------- |
|         | Order Blüchera                                                  |
|         | Złoty Order Blüchera „Za dzielność”                             |
|         | Srebrny Order Blüchera „Za dzielność”                           |
|         | Brązowy Order Blüchera „Za dzielność”                           |
|         | Order Karola Marksa                                             |
|         | Order Zasługi dla Ojczyzny z Odznaką Honorową                   |
|         | Złoty Order Zasługi dla Ojczyzny                                |
|         | Srebrny Order Zasługi dla Ojczyzny                              |
|         | Brązowy Order Zasługi dla Ojczyzny                              |
|         | Order Scharnhorsta                                              |
|         | Order Sztandaru Pracy (1954–1974)                               |
|         | Order Sztandaru Pracy I klasy (1974–1990)                       |
|         | Order Sztandaru Pracy II klasy (1974–1990)                      |
|         | Order Sztandaru Pracy III klasy (1974–1990)                     |
|         | Order „Wielka Gwiazda Przyjaźni między Narodami”                |
|         | Order „Złota Gwiazda Przyjaźni między Narodami”                 |
|         | Order „Srebrna Gwiazda Przyjaźni między Narodami”               |
|         | Nagroda Państwowa NRD                                           |
|         | Złoty Order Zasługi w Walkach dla Ludu i Ojczyzny               |
|         | Srebrny Order Zasługi w Walkach dla Ludu i Ojczyzny             |
|         | Brązowy Order Zasługi w Walkach dla Ludu i Ojczyzny             |
| Medale  |                                                                 |
|         | Ehrentitel Hervorragender Wissenschaftler des Volkes            |
|         | Medal „Za walkę z faszyzmem” 1933-1945                          |
|         | Medal Hansa Beimlera                                            |
|         | Ehrentitel Verdienter Angehöriger der Nationalen Volksarmee     |
|         | Ehrentitel Verdienter Angehöriger der Grenztruppen der DDR      |
|         | Ehrentitel Verdienter Angehöriger der Zivilverteidigung der DDR |
|         | Medal „Zasłużony Policjant”                                     |
|         | Złoty Medal Fryderyka Engelsa                                   |
|         | Srebrny Medal Fryderyka Engelsa                                 |
|         | Brązowy Medal Fryderyka Engelsa                                 |
|         | Ehrenzeichen der Deutschen Volkspolizei                         |
|         | Złoty Medal Zasługi Ministerstwa Spraw Wewnętrznych             |
|         | Srebrny Medal Zasługi Ministerstwa Spraw Wewnętrznych           |
|         | Brązowy Medal Zasługi Ministerstwa Spraw Wewnętrznych           |
|         | Medaille für vorbildlichen Grenzdienst                          |
|         | Złoty Medal Braterstwa Broni                                    |
|         | Srebrny Medal Braterstwa Broni                                  |
|         | Brązowy Medal Braterstwa Broni                                  |
|         | Medal „30 lat Narodowej Armii Ludowej NRD”                      |
|         | Medal „Za Zasługi dla Kolei Niemieckich” I klasy                |
|         | Medal „Za Zasługi dla Kolei Niemieckich” II klasy               |
|         | Medal „Za Zasługi dla Kolei Niemieckich” III klasy              |
|         | Złoty Medal Humboldta                                           |
|         | Srebrny Medal Humboldta                                         |
|         | Brązowy Medal Humboldta                                         |
| Gwiazdy |                                                                 |
|         | Złota Gwiazda Bohatera NRD                                      |
|         | Złota Gwiazda Bohatera Pracy (1950–1953)                        |
|         | Złota Gwiazda Bohatera Pracy (1953–1990)                        |

## Republika WeimarskaiIII Rzesza(1918–1945)
| Baretka                | Nazwa                                                                                                |
| Ordery                 | Ordery                                                                                               |
| ---------------------- | --- |
|                        | Order Niemiecki                                                                                      |
|                        | Order Zasługi Orła Niemieckiego                                                                      |
|                        | Odznaka Honorowa Olimpijska (miała rangę orderu)                                                     |
| Krzyże                 | |
|                        | Krzyż Wielki Krzyża Żelaznego (wzór powojenny: 1957)                                                 |
|                        | Krzyż Rycerski Krzyża Żelaznego ze Złotymi Liśćmi Dębu, Mieczami i Brylantami (wzór powojenny: 1957) |
|                        | Krzyż Rycerski Krzyża Żelaznego z Liśćmi Dębu, Mieczami i Brylantami (wzór powojenny: 1957)          |
|                        | Krzyż Rycerski Krzyża Żelaznego z Liśćmi Dębu i Mieczami (wzór powojenny: 1957)                      |
|                        | Krzyż Rycerski Krzyża Żelaznego z Liśćmi Dębu (wzór powojenny: 1957)                                 |
|                        | Krzyż Rycerski Krzyża Żelaznego (wzór powojenny: 1957)                                               |
|                        | Krzyż Żelazny I Klasy (wzór powojenny: 1957)                                                         |
|                        | Krzyż Żelazny II Klasy (wzór powojenny: 1957)                                                        |
|                        | Krzyż Żelazny I Klasy (wstążka z I WŚ z okuciem za 1939)                                             |
|                        | Krzyż Żelazny II Klasy (wstążka z I WŚ z okuciem za 1939)                                            |
|                        | Złoty Krzyż Rycerski z Mieczami Krzyża Zasługi Wojennej (baretka umowna)                             |
|                        | Złoty Krzyż Rycerski Krzyża Zasługi Wojennej (baretka umowna)                                        |
|                        | Krzyż Rycerski z Mieczami Krzyża Zasługi Wojennej (baretka umowna)                                   |
|                        | Krzyż Rycerski Krzyża Zasługi Wojennej (baretka umowna)                                              |
|                        | Krzyż Zasługi Wojennej I Klasy z Mieczami (baretka umowna)                                           |
|                        | Krzyż Zasługi Wojennej I Klasy (baretka umowna)                                                      |
|                        | Krzyż Zasługi Wojennej II Klasy z Mieczami                                                           |
|                        | Krzyż Zasługi Wojennej II Klasy (baretka umowna)                                                     |
|                        | Medal Zasługi Wojennej (baretka umowna)                                                              |
|                        | Krzyż Niemiecki w Złocie z Brylantami (baretka umowna)                                               |
|                        | Krzyż Niemiecki w Złocie (baretka umowna)                                                            |
|                        | Krzyż Niemiecki w Srebrze (baretka umowna)                                                           |
|                        | Krzyż Hiszpanii w Złocie z Mieczami i Brylantami (wzór powojenny: 1957)                              |
|                        | Krzyż Hiszpanii w Złocie z Mieczami (wzór powojenny: 1957)                                           |
|                        | Krzyż w Srebrze Hiszpanii z Mieczami (wzór powojenny: 1957)                                          |
|                        | Krzyż w Srebrze Hiszpanii (wzór powojenny: 1957)                                                     |
|                        | Krzyż Hiszpanii w Brązie z Mieczami (wzór powojenny: 1957)                                           |
|                        | Krzyż Hiszpanii w Brązie (wzór powojenny: 1957)                                                      |
|                        | Krzyż Hiszpanii – Krzyż Honorowy dla Osieroconych                                                    |
|                        | Krzyż Honorowy dla Walczących na Froncie                                                             |
|                        | Krzyż Honorowy dla Uczestników Wojny                                                                 |
|                        | Krzyż Honorowy dla Osieroconych                                                                      |
|                        | Krzyż Gdański I klasy                                                                                |
|                        | Krzyż Gdański II klasy                                                                               |
| Medale pamiątkowe      | |
|                        | Medal Pamiątkowy 9 listopada 1923 (Order Krwi)                                                       |
|                        | Medal Pamiątkowy dla Hiszpańskich Ochotników za Walkę z Bolszewizmem (Medal Błękitnej Dywizji)       |
|                        | Medal Pamiątkowy 13 marca 1938 (Medal Anschluss)                                                     |
|                        | Medal Pamiątkowy za Powrót Kłajpedy (23 marca 1939)                                                  |
|                        | Medal za Kampanię Zimową na Wschodzie 1941/1942                                                      |
|                        | Odznaka Honorowa Muru Ochronnego (Medal Muru Wschodniego)                                            |
| Odznaki                | |
|                        | Złota Odznaka za Walkę Wręcz                                                                         |
|                        | Srebrna Odznaka za Walkę Wręcz                                                                       |
|                        | Brązowa Odznaka za Walkę Wręcz                                                                       |
|                        | Złota Odznaka za Rany (wzór powojenny: 1957)                                                         |
|                        | Srebrna Odznaka za Rany (wzór powojenny: 1957)                                                       |
|                        | Czarna Odznaka za Rany (wzór powojenny: 1957)                                                        |
|                        | Złota Odznaka za Rany 20 lipca 1944 (wzór powojenny: 1957)                                           |
|                        | Srebrna Odznaka za Rany 20 lipca 1944 (wzór powojenny: 1957)                                         |
|                        | Czarna Odznaka za Rany 20 lipca 1944 (wzór powojenny: 1957)                                          |
|                        | Srebrna Odznaka Szturmowa Piechoty                                                                   |
|                        | Brązowa Odznaka Szturmowa Piechoty                                                                   |
|                        | Odznaka za Służbę Wojskową (40 lat w Heer lub Kriegsmarine)                                          |
|                        | Odznaka za Służbę Wojskową (25 lat w Heer lub Kriegsmarine)                                          |
|                        | Odznaka za Służbę Wojskową (18 lat w Heer lub Kriegsmarine)                                          |
|                        | Odznaka za Służbę Wojskową (12 lat w Heer lub Kriegsmarine)                                          |
|                        | Odznaka za Służbę Wojskową (4 lata w Heer lub Kriegsmarine)                                          |
|                        | Odznaka za Służbę Wojskową (40 lat w Luftwaffe)                                                      |
|                        | Odznaka za Służbę Wojskową (25 lat w Luftwaffe)                                                      |
|                        | Odznaka za Służbę Wojskową (18 lat w Luftwaffe)                                                      |
|                        | Odznaka za Służbę Wojskową (12 lat w Luftwaffe)                                                      |
|                        | Odznaka za Służbę Wojskową (4 lata w Luftwaffe)                                                      |
|                        | Odznaka za Służbę w SS (25 lat)                                                                      |
|                        | Odznaka za Służbę w SS (12 lat)                                                                      |
|                        | Odznaka za Służbę w SS (8 lat)                                                                       |
|                        | Odznaka za Służbę w SS (4 lata)                                                                      |
|                        | Złota Odznaka za Służbę w NSDAP (25 lat)                                                             |
|                        | Srebrna Odznaka za Służbę w NSDAP (15 lat)                                                           |
|                        | Brązowa Odznaka za Służbę w NSDAP (10 lat)                                                           |
|                        | Odznaka Złota Partii NSDAP (baretka symboliczna)                                                     |
| Medale dla ex-sowietów | |
|                        | Złoty Medal Narodów Wschodnich Złoty Medal Narodów Wschodnich I Klasy z mieczami                     |
|                        | Srebrny Medal Narodów Wschodnich I Klasy z mieczami                                                  |
|                        | Złoty Medal Narodów Wschodnich II Klasy z mieczami                                                   |
|                        | Srebrny Medal Narodów Wschodnich II Klasy z mieczami                                                 |
|                        | Brązowy Medal Narodów Wschodnich II Klasy z mieczami                                                 |
|                        | Złoty Medal Narodów Wschodnich I Klasy                                                               |
|                        | Srebrny Medal Narodów Wschodnich I Klasy                                                             |
|                        | Złoty Medal Narodów Wschodnich II Klasy                                                              |
|                        | Srebrny Medal Narodów Wschodnich II Klasy                                                            |
|                        | Brązowy Medal Narodów Wschodnich II Klasy                                                            |

## I Rzesza,II Rzeszai kraje niemieckie (do 1918)
| Baretka                                                        | Nazwa                                                                                     |
| Anhalt                                                         | Anhalt                                                                                    |
| -------------------------------------------------------------- | ----------------------------------------------------------------------------------------- |
|                                                                | Order Alberta Niedźwiedzia                                                                |
|                                                                | Krzyż Fryderyka (wojskowy)                                                                |
|                                                                | Krzyż Fryderyka (cywilny)                                                                 |
| Badenia                                                        |                                                                                           |
|                                                                | Order Wierności                                                                           |
|                                                                | Order Lwa Zeryngeńskiego                                                                  |
|                                                                | Krzyż Zasługi Orderu Lwa Zeryngeńskiego                                                   |
|                                                                | Order Zasługi Wojskowej Karola Fryderyka                                                  |
|                                                                | Order Bertholda I                                                                         |
|                                                                | Krzyż Zasługi Wojennej (Badenia)                                                          |
| Bawaria (←Palatynat Reński)                                    |                                                                                           |
|                                                                | Order Świętego Huberta                                                                    |
|                                                                | Order Świętego Jerzego (Bawaria)                                                          |
|                                                                | Order Wojskowy Maksymiliana Józefa                                                        |
|                                                                | Order Zasługi Korony Bawarskiej                                                           |
|                                                                | Order Zasługi Świętego Michała – Order Zasługi                                            |
|                                                                | Order Zasługi Świętego Michała – Krzyż Zasługi                                            |
|                                                                | Order Zasługi Świętego Michała – Medal Zasługi                                            |
|                                                                | Order Maksymiliana za Naukę i Sztukę                                                      |
|                                                                | Order Zasługi Wojskowej (czas wojny)                                                      |
|                                                                | Order Zasługi Wojskowej (czas pokoju)                                                     |
|                                                                | Order Zasługi Wojskowej (dla niewalczących)                                               |
|                                                                | Order Ludwika (Bawaria)                                                                   |
|                                                                | Order Świętej Elżbiety (Bawaria)                                                          |
|                                                                | Order Teresy                                                                              |
|                                                                | Order Lwa Palatyńskiego                                                                   |
| Brema                                                          |                                                                                           |
|                                                                | Krzyż Hanzeatycki Bremeński                                                               |
| Brunszwik                                                      |                                                                                           |
|                                                                | Order Henryka Lwa                                                                         |
|                                                                | Medal Waterloo (Brunszwik)                                                                |
| Hamburg                                                        |                                                                                           |
|                                                                | Krzyż Hanzeatycki Hamburski                                                               |
| Hanower                                                        |                                                                                           |
|                                                                | Order Świętego Jerzego (Hanower)                                                          |
|                                                                | Order Gwelfów                                                                             |
|                                                                | Order Ernesta Augusta                                                                     |
| Wlk. Ks. Hesji (←Hesja-Darmstadt)                              |                                                                                           |
|                                                                | Order Ludwika                                                                             |
|                                                                | Order Lwa Złotego (od 1875)                                                               |
|                                                                | Order Zasługi Filipa Wspaniałomyślnego                                                    |
|                                                                | Order Gwiazdy Brabanckiej                                                                 |
|                                                                | Odznaka Honorowa Powszechna                                                               |
| Elektorat Hesji (←Hesja-Kassel)                                |                                                                                           |
|                                                                | Order Wilhelma (Hesja)                                                                    |
|                                                                | Order Hełmu Żelaznego                                                                     |
|                                                                | Order Lwa Złotego                                                                         |
|                                                                | Order Zasługi Wojskowej (Hesja)                                                           |
| Hohenlohe                                                      |                                                                                           |
|                                                                | Order Feniksa (Hohenlohe)                                                                 |
| Hohenzollern-Sigmaringen                                       |                                                                                           |
|                                                                | Order Książęcy Domowy Hohenzollernów                                                      |
| Lippe-Detmold                                                  |                                                                                           |
|                                                                | Order Domowy Lippeński                                                                    |
|                                                                | Order Leopolda (Lippe)                                                                    |
|                                                                | Krzyż Zasługi Wojennej (Lippe)                                                            |
|                                                                | Order Berty                                                                               |
|                                                                | Order Róży Lippeńskiej za Sztukę i Naukę                                                  |
|                                                                | Krzyż Pamiątkowy 1849                                                                     |
| Lippe-Schaumburg                                               |                                                                                           |
|                                                                | Order Domowy Schaumburg-Lippeński                                                         |
| Lubeka                                                         |                                                                                           |
|                                                                | Krzyż Hanzeatycki Lubecki                                                                 |
| Meklemburgia-Schwerin                                          |                                                                                           |
|                                                                | Order Korony Wendyjskiej                                                                  |
|                                                                | Order Gryfa                                                                               |
|                                                                | Krzyż Zasługi Wojskowej Meklemburgii-Schwerinu (dla walczących)                           |
|                                                                | Krzyż Zasługi Wojskowej Meklemburgii-Schwerinu (dla niewalczących)                        |
| Meklemburgia-Strelitz                                          |                                                                                           |
|                                                                | Order Korony Wendyjskiej                                                                  |
|                                                                | Order Gryfa                                                                               |
|                                                                | Krzyż Zasługi za Odznaczenie się Podczas Wojny (dla walczących)                           |
|                                                                | Krzyż Zasługi za Odznaczenie się Podczas Wojny (dla niewalczących)                        |
| Oldenburg                                                      |                                                                                           |
|                                                                | Order Domowy i Zasługi Księcia Piotra Fryderyka Ludwika                                   |
|                                                                | Krzyż Fryderyka Augusta (wojskowy)                                                        |
|                                                                | Krzyż Fryderyka Augusta (cywilny)                                                         |
|                                                                | Odznaka za Zasługi dla Czerwonego Krzyża (Oldenburg)                                      |
| Prusy                                                          |                                                                                           |
|                                                                | Order Orła Czarnego                                                                       |
|                                                                | Pour le Mérite                                                                            |
|                                                                | Pour le Mérite z Liściem Dębu                                                             |
|                                                                | Pour le Mérite za Naukę i Sztukę                                                          |
|                                                                | Order Wilhelma (łańcuch)                                                                  |
|                                                                | Order Zasługi Korony Pruskiej                                                             |
|                                                                | Order Orła Czerwonego – Krzyż Wielki – cywilny                                            |
|                                                                | Order Orła Czerwonego – Wielki Oficer – cywilny                                           |
|                                                                | Order Orła Czerwonego – Komandor – cywilny                                                |
|                                                                | Order Orła Czerwonego – Oficer – cywilny                                                  |
|                                                                | Order Orła Czerwonego – Kawaler – cywilny                                                 |
|                                                                | Order Orła Czerwonego – Medal – cywilny                                                   |
|                                                                | Order Orła Czerwonego z Mieczami na Wojennej Wstędze                                      |
|                                                                | Order Królewski Korony                                                                    |
|                                                                | Order Królewski Domowy Hohenzollernów                                                     |
|                                                                | Order Świętego Jana                                                                       |
|                                                                | Order Luizy                                                                               |
|                                                                | Krzyż Zasługi dla Kobiet                                                                  |
|                                                                | Krzyż Żelazny I Klasy – baretka umowna                                                    |
|                                                                | Krzyż Żelazny II Klasy                                                                    |
|                                                                | Krzyż Zasługi dla Kobiet i Dziewcząt                                                      |
|                                                                | Odznaka Honorowa Wojskowa                                                                 |
|                                                                | Krzyż Odznaki Honorowej Powszechnej                                                       |
|                                                                | Odznaka Honorowa Powszechna                                                               |
|                                                                | Odznaka Honorowa Powszechna (dla niższych urzędników wojskowych za służbę poza frontem)   |
|                                                                | Odznaka Honorowa Powszechna (dla niewalczących lub pomoc medyczną w czasie wojny 1870-71) |
|                                                                | Medal za Ratowanie Ginących (Prusy)                                                       |
|                                                                | Krzyż Zasługi Pomocy Wojskowej                                                            |
|                                                                | Krzyż Szturmowy Düppelski (dla rezerwistów)                                               |
|                                                                | Krzyż Szturmowy Düppelski (dla walczących)                                                |
|                                                                | Krzyż Szturmowy Düppelski (dla niewalczących)                                             |
|                                                                | Krzyż Szturmowy Düppelski (dla pruskich Joannitów)                                        |
|                                                                | Krzyż Alzacki (dla rezerwistów)                                                           |
|                                                                | Krzyż Alzacki (dla walczących)                                                            |
|                                                                | Krzyż Alzacki (dla niewalczących)                                                         |
|                                                                | Krzyż Pamiątkowy za 1866 (dla walczących)                                                 |
|                                                                | Krzyż Pamiątkowy Kampanii 1866 (dla niewalczących)                                        |
|                                                                | Medal Pamiątkowy Wojny 1870-1871                                                          |
|                                                                | Medal Pamiątkowy Kampanii w Chinach                                                       |
|                                                                | Medal Kolonialny                                                                          |
|                                                                | Medal Czerwonego Krzyża                                                                   |
| Reuss-Greiz i Reuss-Gera                                       |                                                                                           |
|                                                                | Krzyż Honorowy Reusski                                                                    |
| Królestwo Saksonii                                             |                                                                                           |
|                                                                | Order Korony Rucianej                                                                     |
|                                                                | Order Wojskowy Świętego Henryka                                                           |
|                                                                | Order Zasługi Cywilnej (Saksonia)                                                         |
|                                                                | Medal Orderu Zasługi Cywilnej (zn. 1876)                                                  |
|                                                                | Order Alberta                                                                             |
|                                                                | Order Sidonii                                                                             |
|                                                                | Order Marii Anny                                                                          |
| Saksonia-Weimar-Eisenach                                       |                                                                                           |
|                                                                | Order Sokoła Białego                                                                      |
| Saksonia-Altenburg, Saksonia-Coburg-Gotha i Saksonia-Meiningen |                                                                                           |
|                                                                | Order Ernestyński                                                                         |
| Schwarzburg-Rudolstadt                                         |                                                                                           |
|                                                                | Krzyż Honorowy Książęco-Schwarzburgski                                                    |
| Waldeck                                                        |                                                                                           |
|                                                                | Order Zasługi (Waldeck)                                                                   |
|                                                                | Krzyż Zasługi dla Osób Cywilnych i Wojskowych                                             |
| Westfalia                                                      |                                                                                           |
|                                                                | Order Korony Westfalii                                                                    |
| Wirtembergia                                                   |                                                                                           |
|                                                                | Krzyż Wielki Orderu Korony Wirtemberskiej (dla władców)                                   |
|                                                                | Krzyż Wielki Orderu Korony Wirtemberskiej                                                 |
|                                                                | Komandor z Gwiazdą Orderu Korony Wirtemberskiej                                           |
|                                                                | Komandor Orderu Korony Wirtemberskiej                                                     |
|                                                                | Krzyż Honorowy Orderu Korony Wirtemberskiej                                               |
|                                                                | Kawaler Orderu Korony Wirtemberskiej                                                      |
|                                                                | Order Orła Złotego (wcześniej: Order Myśliwski)                                           |
|                                                                | Order Zasługi Wojskowej (Wirtembergia)                                                    |
|                                                                | Order Fryderyka                                                                           |
|                                                                | Order Olgi                                                                                |
|                                                                | Krzyż Karoliny                                                                            |
|                                                                | Order Zasługi Cywilnej (Wirtembergia)                                                     |
|                                                                | Medal Zasługi Cywilnej (Wirtembergia)                                                     |
|                                                                | Medal za Brienne 1814                                                                     |
|                                                                | Medal za Fère Champenoise 1814                                                            |
|                                                                | Medal za Paryż 1814                                                                       |
|                                                                | Medal Zasługi Wojskowej                                                                   |
|                                                                | Odznaka Honorowa za 1815                                                                  |
|                                                                | Medal za 1815                                                                             |
|                                                                | Szabla Honorowa                                                                           |
|                                                                | Odznaka Honorowa za Służbę Wojskową                                                       |
|                                                                | Odznaka Pamiątkowa Wojenna                                                                |
|                                                                | Medal Karola i Olgi                                                                       |
|                                                                | Krzyż Zasługi                                                                             |
|                                                                | Medal Zasługi                                                                             |
|                                                                | Medal za Sztukę i Naukę                                                                   |
|                                                                | Medal za Ogólne Zasługi w Przedsiębiorczości i Handlu                                     |
|                                                                | Medal Zasługi Rolniczej                                                                   |
|                                                                | Odznaka za Służbę                                                                         |
|                                                                | Odznaka za Służbę w Obronie Krajowej                                                      |
|                                                                | Medal Pamiątkowy za Zasługi w Obszarach Dobroczynności                                    |
|                                                                | Medal Jubileuszowy                                                                        |
|                                                                | Odznaka Pamiątkowa Śmierci Króla Karola                                                   |
|                                                                | Medal za Ratownictwo                                                                      |

## Aktualna kolejność starszeństwa odznaczeń RFN
Aktualizowane w 2006
1. Order Zasługi Republiki Federalnej Niemiec – Verdienstorden der Bundesrepublik Deutschland (Bundesverdienstkreuz)
2. Medal za Ratowanie Ginących na Wstędze – Rettungsmedaille am Bande
3. Krzyż Żelazny 1914 – Eisernes Kreuz 1914
4. Krzyż Żelazny 1939 – Eisernes Kreuz 1939
5. ordery i odznaczenia honorowe za zasługi z I WŚ, w kolejności nadania
6. Krzyż Honorowy I Wojny Światowej – Ehrenkreuz des Ersten Weltkrieges
7. Krzyż Zasługi Wojennej 1939 – Kriegsverdienstkreuz 1939
8. inne odznaczenia za zasługi z II WŚ, w kolejności nadania
9. pozostałe odznaczenia niemieckie, w kolejności nadania
10. zatwierdzone przez władze odznaczenia, w kolejności nadania
11. odznaczenia zagraniczne, wg ich klas

## Pozostałe odznaczenia (wybór)
- Na przykład[8]:
  - Odznaka Honorowa Niemieckiego Czerwonego Krzyża – Ehrenzeichen des Deutschen Roten Kreuzes
  - Krzyż Honorowy Niemieckiej Straży Pożarnej – Deutsche Feuerwehr-Ehrenkreuz
  - Medal za Ratownictwo Morskie – Medaille für Rettung aus Seenot
  - Odznaka Honorowa Niemieckiej Służby Drogowej – Ehrenzeichen der Deutschen Verkehrswacht
  - Odznaka Honorowa Joannitów – Ehrenzeichen des Johanniterordens
  - Medal Goethego – Goethe-Medaille
  - Odznaka Honorowa Pomocy Technicznej – Ehrenzeichen des Technischen Hilfswerks
  - Odznaka Honorowa Bundeswehry – Ehrenzeichen der Bundeswehr:
  - Medal Rozmieszczenia Pomocy przy Powodzi 2002 – Einsatzmedaille Fluthilfe 2002
  - Srebrny Medal za Parasport – Silbermedaille für den Behindertensport